# Золотовское городище
Золотовское городище — археологический объект, который был образован в средние века на острове Куркин, в месте, где происходит слияние реки Дон и Северского Донца. Территория городища находится между станицами Новозолотовской и Старозолотовской в Константиновском районе Ростовской области. Некоторые исследователи полагают, что Золотовское городище — то, что осталось от города Ахаса. Золотовское городище было исследовано Евграфом Савельевым в 1905 году, по его местности был составлен план и передан в Донской музей. Согласно предположениям исследователей, в этом месте жили касоги и славяне.

## История

### XX век
В начале XX века на территории Золотовского городища свои исследования проводил историк Евграф Петрович Савельев. В то время эта местность именовалась «Садки». Все пространство острова, которое было исследовано, занимали ямы разной формы и размера, а также большие и малые курганы. Со стороны старого русла были найдены остатки огромной каменной стены. Раньше на ней находились башни, расстояние между которыми составляло 10 саженей. Протяженность самой стены — около версты. Кладка кирпича и камня была выполнена с использованием извести. Камень для этих целей доставляли с правого берега Дона. В 1905 году план городища и образцы кирпича Евграф Савельев отдал в Донской музей. Исследователь предполагал, что Золотовское городище — это остатки города Ахаса и длинная каменная стена была основным тому подтверждением. Она простиралась по берегу Дона, а городище находилось в 4 днях пути от Азова — на таком же расстоянии был расположен и Ахас.

### XXI век
В 2001 году в Константиновский район Ростовской области для исследования территории Золотовского городища была направлена экспедиция. Во время проводимых работ было обнаружено несколько значимых артефактов.
Некоторые современные исследователи и историки также полагают, что Золотовское городище может являться остатками города Ахаса, просуществовавшего до начала XVI века, но точных фактов подтверждающих это нет в виду того, что Золотовское городище практически не исследовано археологами.

## Артефакты
Среди объектов, которые были обнаружены во время исследований в начале XXI века — развал каменной печи на глубине 80 сантиметров. Из-за недостаточного количества финансовых средств и временных ограничений, наложенных на исследователей, шурф был законсервирован для дальнейшего изучения. В этом же году вокруг шурфа был сделан раскоп размером 5х8 метров.
Верхний культурный слой городища начинается с глубины 0,3 метра. В нем содержаться отдельные камни песчаника, кости животных, рыб, фрагменты керамики и обломки глиняной обмазки. Мощность слоя составляет 10-12 сантиметров.
Из-за особенностей песчаной почвы плохо сохранились контуры и границы жилищ, но все-таки в культурном слое были найдены небольшие элементы — мелкие кости, зола, пепел, камни — по которым можно судить по деятельности, которая происходила на этой территории. Особенности слоев городища с трудом позволяют определить границы жилищ и некоторых других конструкций. Но обнаружены группы камней или отдельные камни, которые находились в стерильном песке. Точно определить их функциональное назначение не удалось.
Глубина следующего культурного слоя составляет 65-70 сантиметров. В нем сохранились остатки жилищ. Среди находок есть и фрагменты гончарного кухонного горшка, кости барана и металлическое орудие, которое представляет из себя косу с суженным к концу лезвием. В этом слое был найден верхний край входа в жилище, вход-коридор корытообразной формы. Через пологий спуск вход постепенно переходил в ровное дно, затем расширялся. Глубина его дна составляет около 62 сантиметров. Коридор выполняет функции мусорной ямы, которая забита костями рыб и животных, мелкими камнями, различными отходами. Обнаруженные остатки жилищ были созданы в разные временные периоды.
На одном участке было зафиксировано три горизонтальных слоя с песчаной прослойкой 5-8 сантиметров. Их мощность составляет 3-5 сантиметров.
Глубина обнаруженной печи составила 1,1 метра. Она была прямоугольной формы с каменным сводом. Пол печи устроен из 6 кирпичей. Стенки — сложены из плоских камней. Из-за разрушения сложно определить, каким был свод конструкции.
Расположение найденных камней во время археологических исследований позволило выявить восемь уровней, разделяющих стерильные прослойки песка. Можно предположить, что данный участок принадлежал одной семье или группе людей, которые строили жилье на одном и том же месте. Найденные на этом месте бракованные изделия, заготовки и многочисленные отходы, свидетельствуют о развитии косторезного ремесла. Были найдены и целые предметы, которые когда-то использовались. Среди них — роговая рукоятка ножа, которую украшали 3 элемента циркульного орнамента. Среди керамических находок можно выделить фрагменты лепной, тарной и кружальной посуды.
Найденные сосуды украшал волнистый или линейный орнамент. Был обнаружен фрагмент кружки с зеленой поливой. Ею покрыта верхняя часть сосуда — плечики и венчик. На предмете присутствуют темные пятна и пузыри. Изначально, ручка, скорее всего, имела форму кольца, плоского в сечении. Найденная керамика и ее остатки датируются XI—XII веками. Во время проведения работ также найдены фрагменты амфор и кувшинов. Некоторые амфоры снаружи покрывает ангобом. Среди находок — и гладкостенные сосуды, и рифленые с линейным зональным орнаментом. Были обнаружены обломки стенок красноглиняного кувшина с ангобом, который украшен волнистым и линейным орнаментом. Найдена сломанная медная ручка-дужка небольшого размера. Среди других объектов можно выделить обломки камней с обработкой, обломки точильных брусков и остатки железных предметов. Исследователи по состоянию на 2001 год сделали вывод, что на месте проведенных раскопок мог находиться сезонный рыболовный стан, а найденные остатки жилищ относятся к X—XII векам. Населяли это место касоги и славяне.